# Sútok Udavy s Ílovnicou
Sútok Udavy s Ílovnicou este o arie protejată (arie specială de conservare — SAC, sit de importanță comunitară — SCI) din Slovacia întinsă pe o suprafață de 21,57 ha, integral pe uscat.

## Localizare
Centrul sitului Sútok Udavy s Ílovnicou este situat la coordonatele 49°01′15″N 22°02′44″E / 49.020972°N 22.045537°E.

## Înființare
Situl Sútok Udavy s Ílovnicou a fost declarat sit de importanță comunitară în aprilie 2004 pentru a proteja 7 specii de animale. Situl a fost protejat și ca arie specială de conservare în martie 2004.

## Biodiversitate
Situată în ecoregiunea alpină, aria protejată conține 1 habitat natural: Păduri aluvionare cu Alnus glutinosa și Fraxinus excelsior (Alno-Padion, Alnion incanae, Salicion albae).
La baza desemnării sitului se află mai multe specii protejate:
- amfibieni (1): izvoraș-cu-burta-galbenă (Bombina variegata)
- mamifere (1): vidră de râu (Lutra lutra)
- nevertebrate (2): fluturele purpuriu (Lycaena dispar), Unio crassus
- pești (3): Barbus meridionalis, hadină (Eudontomyzon danfordi), dunăriță (Sabanejewia aurata)

Pe lângă speciile protejate, pe teritoriul sitului au mai fost identificate 4 specii de plante, 4 specii de mamifere, 2 specii de nevertebrate, 8 specii de pești, 2 specii de reptile.